# Everstein (Wondelgem)

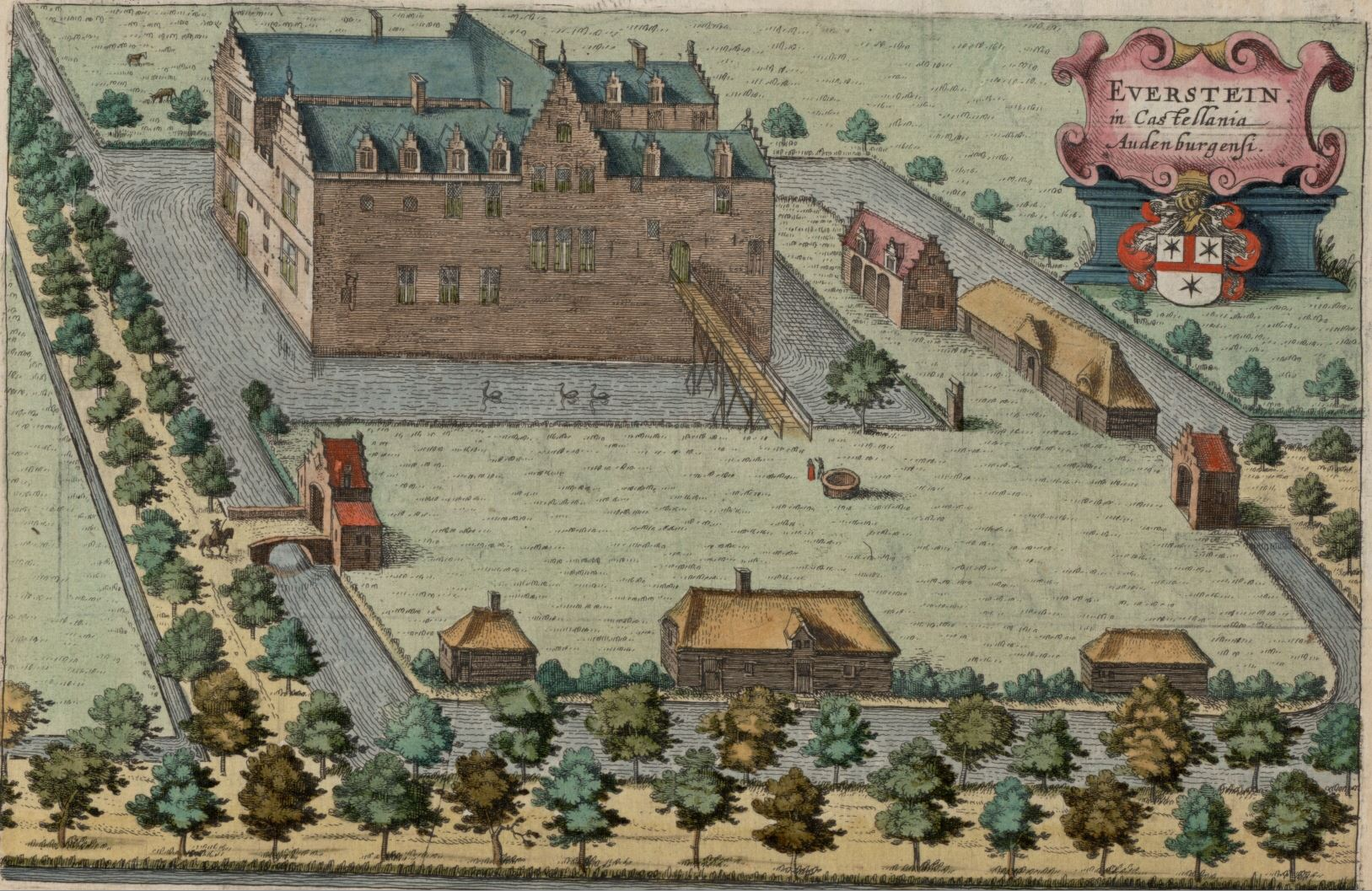
Kasteel Everstein getekend door Antonius Sanderus in Flandria Illustrata

Kasteel Everstein is een voormalig kasteel in het huidige Wondelgem. Het was het oudste van Wondelgem, maar vandaag blijft enkel de toegangspoort over. Deze is gesitueerd op het domein van een petroleummaatschappij in de Pantserschipstraat. Everstein was een leen van de Sint-Baafsabdij in Gent en werd in de 12e en 13e eeuw bewoond door de familie Evere. Het werd later verschillende malen verbouwd en uiteindelijk gesloopt.